# Investigación de acción participativa

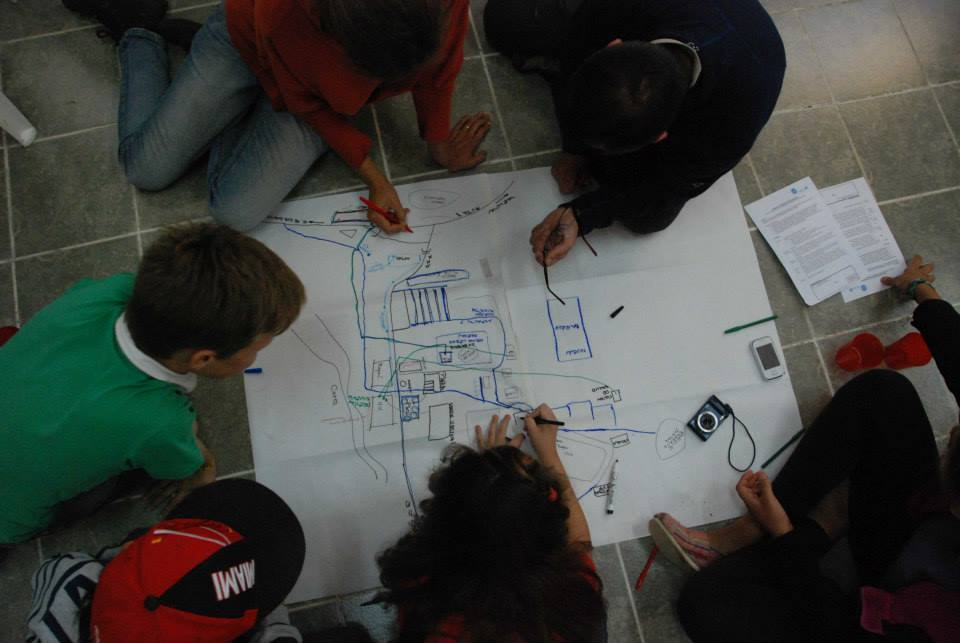
Taller de Cartografía Social

La investigación de acción participativa (IAP) es un enfoque de investigación en comunidades que enfatiza la participación y la acción. Busca entender el mundo tratando de cambiarlo, en colaboración y siguiendo la reflexión. IAP enfatiza la investigación colectiva y la experimentación basada en la experiencia y la historia social. Dentro de un proceso de IAP, "las comunidades de investigación y acción evolucionan y abordan preguntas y cuestiones que son importantes para quienes participan como coinvestigadores". IAP contrasta con muchos métodos de investigación, que enfatizan los investigadores desinteresados y la reproducibilidad de los hallazgos. 
Los profesionales de IAP realizan un esfuerzo en conjunto para integrar tres aspectos básicos de su trabajo: participación (la vida en la sociedad y democracia), acción (compromiso con la experiencia y la historia), e investigación (solidez en el pensamiento y el desarrollo del conocimiento). La manera en la cual cada componente se entiende en realidad y el énfasis relativo que recibe varía no obstante de una teoría y práctica de IAP a otra. Esto significa que la IAP no es un monolítico cuerpo de ideas y métodos sino una orientación pluralista de nuevos conocimientos y cambios sociales.
La IAP busca entender el mundo con objetivos de cambio social. Una alternativa al positivismo en la ciencia, esta larga tradición hace hincapié en principios de investigación colectiva y experimentación basados en evidencia e historia social. Como en otros métodos de intervención social, la finalidad de la IAP es la acción social. Una acción con la participación activa de la gente y con el propósito de resolver los problemas de la misma gente, que se pueden resolver a nivel local.

## Elementos de la Investigación Participativa

### Es investigación
- Porque es un conjunto de procedimientos técnicos que buscan adquirir un conocimiento que sea de utilidad para la población, a fin de que pueda actuar sobre la realidad social en la que está inserta.
- Porque las personas pasan de ser objeto de estudio a ser sujeto protagonista de todo el proceso.

### Es acción
- Porque genera procesos de actuación de las personas involucradas en el programa, los cuales implican organización, movilización, sensibilización y concientización.
- Porque permite que la población involucrada tenga un conocimiento más sistemático y profundo de su situación particular y así pueda actuar eficazmente en su transformación.
- Porque permite la recuperación histórica de las experiencias populares, de modo que las propias personas involucradas descubran sus intereses, sus recursos y reconozcan lo que han hecho para mejorar su situación.

### Es participativa
- Porque supone una colaboración en el trabajo de los investigadores sociales y la gente involucrada.
- Porque esta relación puede lograr un enriquecimiento en las vivencias de las personas y la vinculación entre los conocimientos teóricos y metodológicos de los investigadores.
- Porque las vivencias de experiencias expresan la sabiduría popular y aportan no sólo conocimiento de la realidad, sino también ayudan a los investigadores para comprender los problemas estudiados.
- Porque es una democratización o socialización del saber.
- Porque constituye una significación de los problemas que aquejan a la comunidad ante los ojos de los propios involucrados.

## Características
La IAP se origina a partir del trabajo pionero de  Kurt Lewin (1946) y el Instituto Tavistock en los años 1940, la IAP es una tradición de auto-experimentación colectiva apoyada en el razonamiento evidencial, la determinación de los hechos y el aprendizaje, que está bien documentada. Todas las formulaciones de IAP tienen en común la idea de que la investigación y la acción deben ser hechas 'con' personas y no 'en' o 'para' personas. (Brock and Pettit, 2007; Chevalier and Buckles, 2008, 2013; Heron, 1995; Kindon et al., 2007; Reason, 1995; Reason and Bradbury, 2008; Swantz, 2008; Whyte, 1991). En conjunto ellos constituyen una alternativa robusta a la negación del positivismo de la acción humana, una que promueva el conocimiento a un entendimiento crítico, orientado a la acción de la historia social (como en gran parte de la economía política). La investigación basada en principios de la IAP tiene sentido del mundo a través de esfuerzos colectivos para transformarlo, al contrario de simplemente observar y estudiar el comportamiento humano y opiniones de la población acerca de la realidad, con la esperanza de que cambios significativos eventualmente surgirán.

En el campo del desarrollo, IAP ha obtenido inspiración considerable del trabajo de Paulo Freire (1982), nuevas ideas en la investigación de la educación para adultos  (Hall, 1975), el movimiento de los derechos civiles  (Horton and Freire, 1990), movimientos sociales en Asia del Sur tales como el Bhoomi Sena  (Rahman, 2008, 2011), e iniciativas claves como la Red de Investigación Participativa creada en 1978 con base en Nueva Delhi. "Se ha beneficiado de un desarrollo interdisciplinario extrayendo su fuerza teórica de la educación de adultos, sociología, economía política, psicología comunitaria, desarrollo comunitario, estudios en materia de asuntos feministas, psicología crítica, desarrollo organizativo y más". El sociólogo colombiano Orlando Fals Borda y otros organizaron la primera conferencia explicita de IAP en Cartagena, Colombia en 1977 (Hall, 2005). Basándose en su investigación en grupos campesinos de Boyacá y otros grupos desatendidos, Fals Borda hace un llamado al componente de "la acción comunitaria" para que sea incorporada en los planes de investigación de investigadores tradicionales entrenados. Sus recomendaciones a los investigadores comprometidos a la lucha por la justicia y una mejor democracia en todas las esferas, incluyendo al negocio de la ciencia, son de gran alcance: 
"No monopolices tus conocimientos ni impongas arrogantemente tus técnicas, pero respeta y combina tus habilidades con el conocimiento de las comunidades investigadas, tomándolas como socios y co-investigadores. No confíes en versiones elitistas de historia y ciencia que respondan a intereses dominantes, pero sé receptivo a las narraciones y trata de capturarlas nuevamente. No dependas únicamente de tu cultura para interpretar hechos, pero recupera los valores locales, rasgos, creencias y artes para la acción por y con las organizaciones de investigación. No impongas tu propio estilo científico para comunicar los resultados, pero difunde y comparte lo que has aprendido junto con la gente, de manera que sea totalmente comprensible e incluso literario y agradable, porque la ciencia no debería ser necesariamente un misterio ni un monopolio de expertos e intelectuales. " (Fals Borda, 1995)
Las estrategias de la IAP para democratizar el conocimiento y fundamentarlo en necesidades reales de la comunidad representa un esfuerzo genuino para sobrellevar la ineficacia y el elitismo de la escolarización convencional y la ciencia, y los efectos negativos de las fuerzas del mercado y la industria en el lugar de trabajo, la vida comunitaria y medios de vida sostenibles. Estos principios y la evolución en desarrollo de la IAP ha tenido un legado duradero en los campos que van desde la resolución de problemas en lugares de trabajo hasta desarrollo comunitario y medios de vida sostenibles, educación, salud pública, investigación en materia de asuntos feminista y compromiso cívico. Es importante notar que estas contribuciones son sujeto de muchas tensiones y debates en problemas clave tales como el rol de "la psicología clínica", "el pensamiento crítico social" y las preocupaciones pragmáticas del "pensamiento organizativo" en la teoría y práctica de la IAP. Las etiquetas utilizadas para definir cada enfoque (IAP, IAP crítica, investigación aplicada, psicosociología, análisis sociotécnico, etc.) reflejan estas tensiones y apuntan a mayores diferencias que pudieran sopesar las similitudes. Mientras que un denominador común, la combinación de "participación", "acción" e investigación refleja la frágil unidad de tradiciones cuya diversidad de contextos ideológicos y organizativos los mantuvo separados y en gran parte ignorantes unos de otros por varias décadas (Brown and Tandon, 1983; Brown, 1993).
La siguiente revisión se centra en tradiciones que incorporan los tres pilares de la IAP. Los enfoques estrechamente relacionados que se superponen pero que no traen los tres componentes juntos se dejan por fuera. La investigación aplicada, por ejemplo, no está comprometida necesariamente a los principios de participación y podrá ser iniciada y controlada en su mayoría por expertos, con la implicación de que "sujetos humanos" no están invitados a desempañar un papel clave en la creación de la ciencia y la elaboración de preguntas de investigación. Como en la ciencia convencional este proceso "considera a las personas como fuentes de información, como teniendo **bits** de conocimientos aislados, pero ni son esperados ni se asume que sean capaces de analizar una realidad social determinada". (Hall, 1975, p. 26) La IAP también difiere de la indagación participativa o la investigación de colaboración, contribuciones al conocimiento que no podrán implicar compromisos directos con la acción transformadora y la historia social. La IAP en contraste, ha evolucionado a partir del trabajo de activistas más interesados con el fortalecimiento de los pueblos marginados que con la generación de conocimientos académicos por su propio bien. (Freire, 1970; Hall, 1981; Tandon, 2002). Por último, dado a su compromiso al proceso de la investigación, la IAP superpone pero no es sinónimo del Aprendizaje Activo, del Aprendizaje de acción y reflexión,  desarrollo participativo y desarrollo comunitario - formas reconocidas de resolución de problemas y el aumento de la capacidad que podrían llevarse a cabo sin preocupaciones inmediatas para la investigación y los avances del conocimiento. (Bartunek and Schein, 2011).

### Vida Organizacional
La investigación aplicada en el lugar de trabajo tomó su inspiración inicial del trabajo de Lewin en desarrollo organizacional (y del énfasis de Dewey en el aprendizaje sobre la base de la experiencia). La contribución más importante de Lewin involucra un acercamiento flexible y científico para planificar cambios que pasan por un espiral de pasos, cada uno de los cuales es compuesto por ‘un círculo de planeación, acción y recopilación de datos sobre los resultados de la acción’, hacia un ‘clima’ organizacional de liderazgo democrático y participación responsable que promueve un trabajo crítico, auto investigativo y colaborativo (Lewin, 1948, pp. 82, 202-6). Estos pasos dan a conocer el trabajo de Lewin con grupos de entrenamiento con capacidad básica, Grupos-T donde los líderes de la comunidad y facilitadores de grupo utilizan la retroalimentación, la solución de problemas, la dramatización y la ayuda cognitiva  (lecturas, folletos, películas) para obtener percepciones de sí mismos, de otros y grupales con una visión de ‘descongelación’ y cambiando sus mentalidades, actitudes y comportamientos.  La comprensión de Lewin de la acción-investigación coincide con las ideas claves y prácticas desarrolladas en el influyente Instituto Tavistock (creado en 1947)) en el Laboratorio de Formación Nacional del Reino Unido (LNT) en Estados Unidos una importante ramificación del pensamiento Tavistock y su práctica son los sistemas socio técnicos perspectiva de la dinámica en el lugar de trabajo, guiada por la idea que la mayor productividad o eficiencia no depende de tecnología improvisada por sí sola.  La improvisación en la vida organizacional propone la interacción y  ‘optimización conjunta’ de los componentes técnicos y sociales de las actividades en el lugar de trabajo.  En este sentido, la combinación entre los factores sociales y técnicos del trabajo organizado se basa en los principios de ‘autonomía responsable de grupo’ y de la democracia industrial, en oposición a la descualificación y la burocracia jerárquica guiadas por la gestión científica y la cadena lineal de mando de Taylor (Ackoff, 1999; Crézé and Liu, 2006; Crozier, 2000; Greenwood et al., 1991; Liu, 1997; |Trist y Bamforth, 1951; Rice, 2003).
El LNT jugó un rol importante en la evolución del aprendizaje experiencial y la aplicación de la ciencia del comportamiento en el rendimiento de las organizaciones.  El proceso de consultas, el compañerismo, el manejo de conflictos, y la democracia en el lugar de trabajo y la autonomía fueron temas recurrentes en el prolijo cuerpo de la literatura y la práctica conocida como desarrollo organizacional (DO) (Friedlander y Brown, 1974; Cummings, 2008). . Al igual que con 'la ciencia de la acción' (Argyris et al., 1985; Argyris y Schön, 1989; Argyris, 1993; Dick y Dalmau, 1991), DO es una respuesta a los llamados cambios planificados y ‘gestión racional social’ que involucra una normativa en el movimiento de relaciones humanas y el acercamiento al equilibrio entre la vida y el trabajo en economías capitalistas dominantes (Dubost, 1987, pp. 84–88).  Su meta principal es mejorar el desempeño de una organización y la experiencia en su vida laboral-personal, con la asistencia de un consultor, un agente de cambio o catalizador que ayude a que la organización patrocinadora defina y resuelva sus propios problemas, introduzca nuevas formas de liderazgo (Torbert y Associates, 2004)  y haga cambios en la cultura organizacional y aprendizaje (Cameron y Quinn, 2011; Senge y Scharmer, 2001). Un diagnóstico y actividades de fomento de la capacidad son informados, en distinto grado, por psicología, las ciencias del comportamiento, estudios organizacionales, o teorías del liderazgo y la innovación social (Ospina et al., 2008; Mesnier y Vandernotte, 2012). La Indagación Apreciativa (IA), por ejemplo, es una ramificación de la IAP basada en psicología positiva (Seligman, 2002). La recopilación rigurosa de datos o los métodos de investigación pueden ser utilizados para apoyar el proceso interno y el pensamiento del grupo y la planeación.  En conjunto, sin embargo, la ciencia tiende a ser un instrumento, no un fin.  El lugar de trabajo y las intervenciones en el aprendizaje organizacional son primero y ante todo solucionador de problemas, orientado a la acción y centrado en el cliente.

### Psico-sociología
Tavistock abrió nuevos horizontes de otras formas también, mediante el engranaje de la medicina general y la psiquiatría con la psicología y ciencias sociales Freudiana y la de Jung para ayudar a la armada británica a enfrentar varios problemas de recursos humanos.   Esto dio origen a un campo de la investigación académica e intervención profesional conocida como psico-sociología, particularmente influyente en Francia  (CIRFIP).  Varias escuelas del pensamiento y prácticas de ‘clínica social’ pertenecen a esta tradición, todas ellas críticas para la mentalidad experimental y experta en psicología social (Dubost, 1987, pp. 287–291). La mayoría de las formulaciones del a psico-sociología comparten con DO un compromiso con la autonomía relativa y la participación activa de los individuos y grupos de apoyo con problemas de autorrealización y la eficacia en el logro de los objetivos dentro de organizaciones más grandes e instituciones.  Adicional a esta agenda humanística y democrática, la psico-sociología utiliza conceptos psico-analíticos, inspiración para afrontar las relaciones interpersonales y la interacción entre uno y el grupo.  Reconoce el rol de lo inconsciente en el comportamiento social y la representación colectiva y la expresión inevitable de la transferencia y contra transferencia — lenguaje y comportamiento que redireccionan sentimientos no expresados y ansiedades a otras personas u objetos materiales participando en la investigación activa (Chevalier y Buckles, 2013, ch. 1).
Los trabajos de Balint (1954), Jaques (1951) y Bion (1961) son momentos históricos en los años de formación de la psico-sociología.  Los autores comúnmente citados en Francia incluyen a Amado (1993), Barus-Michel (1987; et al., 2002), Dubost (1987), Enriquez (1992), Lévy (2001, 2010), Gaujelac (1997) y Giust-Desprairies (1989).  Las diferentes escuelas del pensamiento y la práctica incluyen la investigación activa de Mendel necesaria en la perspectiva ‘socio-psicoanalítica’ (Mendel, 1980; Mendel y Prades, 2002) y el trabajo psico-dinámico de Dejours, con énfasis en el sufrimiento del trabajo inducido y los mecanismos de defensa (Dejours, 1988).  El foco de las intervenciones ‘socio analíticas’ de Lapassade y Lourau en las instituciones vistas como sistemas que desmantelan y recomponen normas y reglas de interacción social a través del tiempo, una perspectiva que construye sobre los principios de análisis institucional y psico-terapia (Lapassade y Lourau, 1971; Lourau, 1970, 1996; Tosquelles, 1984, 1992). Anzieu y el trabajo de Martin (1966) en grupos de psico-análisis y la teoría colectiva 'ego mental' es generalmente considerado como el más fiel a la tradición Freudiana.  Las diferencias claves entre estas escuelas y los métodos que utilizan parten desde el peso que asignan a la experiencia del analista en entender el comportamiento del grupo y sus impresiones y también los aspectos sociales del comportamiento del grupo y lo que les afecta.  Otro tema es la medida en que la intervención es fundamental para instituciones y sistemas sociales más grandes.  La utilización de los conceptos psico-analíticos y el peso relativo del esfuerzo dedicado a la investigación, entrenamiento y acción también puede variar (Chevalier y Buckles, 2013, ch. 1).

### Desarrollo comunitario y subsistencia
IAP emergió en los años de la posguerra como una contribución importante a la intervención y auto transformación dentro de los grupos, organizaciones y comunidades.   Ha dejado una marca única en el campo del desarrollo rural y comunitario, especialmente en los países del sur.  Las herramientas y conceptos para hacer investigaciones con personas, incluyendo "científicos descalzos" y los populares "intelectuales orgánicos " (ver Gramsci), son ahora promovidos e implementados por muchas agencias de desarrollo internacional, investigadores, consultores, la sociedad civil, y organizaciones en la comunidad local alrededor del mundo.  Esto ha dado paso a innumerables experimentos en la evaluación de impacto, planeación de escenario, (Ogilvy, 2002) y evaluación del proyecto en áreas que van desde la pesquera (IIRR et al., 1998) y la minería (Coumans et al., 2009) al sector forestal (Case, 1990), cultivo de plantas (Vernooy, 2003), agricultura (Gonsalves et al., 2005), sistemas agrícolas de investigación y extensión (Braun and Hocdé, 2000; Brock and Pettit, 2007; Collinson, 2000), administración de cuencas hidrográficas (Hinchcliffe et al., 1999), planificación de los recursos (Fox et al., 2005; Kesby, 2007; Kindon et al., 2007), conflicto ambiental y manejo del recurso natural (Chevalier and Buckles, 2013; Means et al., 2002; Park et al., 1993; Pound et al., 2003), derechos posesorios  (Buckles and Khedkar, 2012), tecnología apropiada (Bentley, 1994; Gupta, 2006), desarrollo económico y local (Lewis and Gaventa, 1988; Selener, 1997), comunicación (Bessette, 2004; Quarry and Ramírez, 2009), turismo (Blangy, 2010), liderazgo para sostenibilidad (Marshall et al., 2011), biodiversidad (Mazhar et al., 2007; Pimbert, 2011) y cambio climatológico (Leal Filho, 2011). Esta abundante literatura incluye las muchas ideas y creatividad metodológica de la Evaluación Rural Participativa (ERP) y Aprendizaje y Acción Participativos (AAP) (Chambers, 1983, 1993, 1994; Pretty et al., 1995) y toda acción orientada al estudio local, indígena o conocimiento tradicional (Warren et al., 1995).
En conjunto, las aplicaciones del IAP en este campo están comprometidas a resolver problemas y a la adaptación a la naturaleza como unidad familiar o nivel comunitario, utilizando métodos amigables de pensamiento científico y experimentación adaptados para soportar la participación rural y la subsistencia sostenible.

### Alfabetización, Educación y Juventud
En la educación, los practicantes PAR inspirados por las ideas de la pedagogía crítica y la educación de adultos se han comprometido firmemente a la política de la acción emancipadora afirmado por Freire (1970), con un enfoque en la reflexión y la acción dialógica, como medio para superar las relaciones de dominación y subordinación entre los opresores y los oprimidos, los colonizadores y los colonizados. El enfoque implica que "el silencio no es sólo incidental a la curiosidad del investigador sino que son los amos de la investigación sobre las causas subyacentes de los acontecimientos en su mundo" (Freire, 1982, p. 30). Aunque investigador y sociólogo Fals Borda también tiene una profunda desconfianza de la academia y la confianza en el saber popular tradicional, los sentimientos que han tenido un impacto duradero en la historia de la RAP, en particular en las áreas de desarrollo (Tandon, 2002 ), alfabetización (Fals Borda y Rahman, 1991 Quigley, 2000), el compromiso anti-hegemónica y jóvenes sobre temas que van desde la violencia a la delincuencia, la discriminación racial o la educación sexual, educativa la justicia, la salud y el medio ambiente (Carr y Kemmis, 1986, fino y Torre, 2008; Noffke y Somekh, 2009).
La investigación participativa basada en la comunidad y servicios de aprendizaje son más recientes intentos de volver a conectar los intereses académicos de la educación y el desarrollo comunitario (Brulin 1998 Ennals 2004 Harkavy et al, 2000. Kasl y Yorks, 2002 Pine, 2008 , Westfall et al, 2006) .. La Alianza Global de investigación comunitaria representa un esfuerzo prometedor ", para usar el conocimiento y las estrategias de alianzas comunidad-universidad para el cambio social y el entorno democrático y jurídico, en particular en las personas y lugares, donde la mayoría es vulnerable”. Se requiere la participación activa de los miembros de la comunidad y los investigadores en todas las fases de la investigación del proceso de acción,  identificar los problemas y temas en el diseño de las investigaciones pertinentes y la aplicación de las mismas,  el intercambio de recursos, reconociendo al mismo tiempo la experiencia de la comunidad, y que los resultados sean accesibles y comprensibles para los miembros de la comunidad y el público en general. Aprendizaje de servicio o la educación está estrechamente vinculada para animar a los estudiantes a aplicar activamente el conocimiento y habilidades a las situaciones locales, en respuesta a las necesidades locales y con la participación activa de los miembros de la comunidad (Moely et al, 2009;. Petes, 2004; Reardon, 1998). Muchas guías en línea , ahora muestran cómo los estudiantes y los profesores pueden colaborar en la investigación participativa de la comunidad y en los estándares académicos consistentes al mismo tiempo (Coghlan y Brannick, 2007 Herr y Anderson, 2005 James et al, 2007 , 2011;. Stringer, 2007) Kemmis y McTaggart, 1982, 2000, McNiff y Whitehead, 2006, 2009, McTaggart, 1997, McNiff 2010, Sherman y Torbert, 2000, Smith et al, 2010.
locura
La investigación en colaboración en la educación es CBR donde los profesores preuniversitarios son la comunidad científica y el conocimiento se construye en la parte superior de su propia interpretación de la experiencia docente y la realidad, con o sin compromiso inmediato acción transformadora (Bourassa et al Desgagné 2007, 2001, Schön, 1983;. SEBILLOTTE, 2007, Whitehead, 1993; Whitehead y McNiff, 2006).

### Salud pública
PAR ha hecho avances importantes en el campo de la salud pública, en áreas como la ayuda humanitaria, la rehabilitación basada en la comunidad, prevención de accidentes, la atención hospitalaria y la prevención de drogas (Catley et al, 2009;. Chevalier y Buckles, 2013, capítulo 10 y. . ch 15, De Koning y Martin, 1996; Eisenberg et al, 2006;. Hills et al, 2007;. Minkler y la Wallerstein, 2008; Todhunter, 2001).

### El feminismo y género
La investigación feminista y la teoría del desarrollo de la mujer (Belenky et al., 1986) también contribuyeron a repensar el papel del aprendizaje para desafiar los regímenes de poder existentes, utilizando métodos cualitativos y de interpretación que se centran en la subjetividad y la introspección en lugar de enfoque cuantitativo de la ciencia tradicional (Brydon-Miller, 2001; Maguire, 1987, McIntyre, 2008; Minkler y Wallerstein, 2008; Tolman y Brydon-Miller, 2001; Vickers, 2006; Williams y Lykes, 2003).

### Participación ciudadana y TIC
Nuevos enfoques para el PAR-amplia con la esfera pública del proceso de investigación comprometida más allá de la dinámica de grupos pequeños. Touraine y otros,  proponen una "sociología de la acción" que implica la creación de espacios artificiales para los activistas de los movimientos y los no militantes para discutir asuntos de interés público (Touraine et al, 1980. Dubet 1991 2001). La ciencia ciudadana es otra reciente decisión que amplía el alcance de la paridad, para incluir las "comunidades de interés" más grandes y ciudadanos dedicados a la mejora de los conocimientos en áreas específicas. En este enfoque de investigación colaborativa, es apoyado activamente por voluntarios que forman un público activo o una red de personas que contribuyen (Cooper et al, 2007. Gaventa y Barrett, 2010). Los esfuerzos para promover la participación pública en obras de ciencia deben mucho, a la revolución de las tecnologías de la comunicación (TIC). Las aplicaciones Web 2.0 con soporte virtual de interactividad de la comunidad y el desarrollo de contenidos impulsados por los usuarios y los medios sociales, sin acceso restringido o aplicación controlada. Se extienden los principios de la gobernanza de código abierto a las instituciones democráticas, lo que permite a los ciudadanos a participar activamente en los procesos basados en wiki del periodismo virtual, el debate público y el desarrollo de políticas (Rushkoff, 2004). Aunque son pocos y distantes entre sí, los experimentos en política abierta por lo tanto puede hacer uso de las TIC y la mecánica de la democracia electrónica para facilitar la comunicación a gran escala, hacia el logro de las decisiones que mejor sirvan al interés público.
En el mismo espíritu, la democracia deliberativa o discursiva pide un debate público, la transparencia y el pluralismo en la formulación de políticas, legislativo y de toma vida institucional (Bessette, 1994, Cohen, 1989; Epstein 2012; Forester, 1999). Datos y resultados de la ciencia se hacen accesibles a los participantes y pueden ser objeto de una amplia cobertura mediática, revisión científica, las encuestas deliberativas y presentaciones contradictorios argumentos contradictorios y reclamaciones predictivos (Fishkin, 2009). La metodología del jurado de los ciudadanos es interesante en este sentido. Estos son seleccionados al azar de una población local o nacional que han sido la oportunidad de examinar los "testigos" y forman colectivamente un "juicio" en el tema en cuestión (Wakeford et al., 2007) .
Las Políticas de TIC permiten abrir un camino hacia la democracia deliberativa en nuevas estrategias para movilizar a los gobiernos, científicos, sociedad civil y ciudadanos interesados en las discusiones relacionadas con la política de la ciencia y la tecnología. Estas tendencias son una invitación a explorar nuevas formas de hacer POR escala (Chevalier y Buckles, 2013, cap. 1).

## Ética
Los llamados a que las normas de conducta ética sean las guías en la relación entre los investigadores y los participantes son muchos. Las principales normas internacionales de la ética en la investigación con seres humanos son el respeto por la autonomía y la libertad de los individuos y los grupos para deliberar sobre una decisión y actuar en consecuencia. Este principio se expresa por lo general a través del consentimiento informado y continuo de las personas que participan en la investigación (o los que los representan en el caso de personas que carecen de capacidad de decisión). Otro principio general es el bienestar de los participantes, los cuales no deben ser expuestos a ninguna situación desfavorable en el equilibrio de los beneficios y riesgos de la participación en la investigación dirigida a la promoción del conocimiento, especialmente las que son graves y probables. Dado que la privacidad es un factor que contribuye al bienestar de las personas, la confidencialidad de los datos obtenidos a través de la recopilación y el uso de los datos que son anónimos (por ejemplo, datos de una encuesta) u omitidos tiende a ser la norma. Por último, el principio de la justicia (la igualdad de trato y la preocupación por la justicia y la equidad) exige medidas de inclusión y mecanismos apropiados para hacer frente a los conflictos de intereses.
Si bien la elección de las normas adecuadas de conducta ética rara vez es questionable, la IAP implica una comprensión diferente de lo que el consentimiento, el bienestar y la justicia entrañan. Por un lado las personas involucradas no son meros "sujetos" o "participantes. Actúan más bien como socios clave en un proceso de investigación que puede tener lugar fuera de las murallas de la ciencia académica o empresarial. Como la Declaración del Consejo de Investigación Médica de Canadá sobre Conducta Ética en la Investigación con Sujetos Humanos (Tri-Council Policy Statement: Ethical Conduct for Research Involving Humans) sugiere, la IAP exige que los términos y condiciones del proceso de colaboración se establezcan en un acuerdo de investigación o protocolo basado en la comprensión mutua de las metas y objetivos del proyecto entre las partes, sujeto a discusiones y negociaciones preliminares. A diferencia de los formularios de consentimiento individuales, estos términos de referencia (TdR) pueden reconocer derechos colectivos, intereses y obligaciones mutuas. Los TdR también pueden exigir respeto para con las generaciones futuras y formas de vida distintas a la humana. Pueden basarse en las relaciones interpersonales y una historia de confianza en lugar de formas jurídicas y contratos.
Otra consecuencia de la ética IAP es que los socios deben protegerse y proteger a los demás contra los riesgos potenciales, al mitigar las consecuencias negativas de su trabajo en la colaboración y la búsqueda del bienestar de todas las partes interesadas. Esto no impide las batallas contra los intereses dominantes. Debido a su compromiso con la justicia social y la acción transformadora, algunos proyectos de IAP pueden ser críticos de las estructuras sociales existentes y luchar contra las políticas e intereses de los individuos, los grupos y las instituciones responsables de sus acciones.
En materia de asistencia social, las normas de IAP sobre el  empoderamiento a través del reconocimiento y "ser escuchado" pueden ser más importante que la privacidad y la confidencialidad. El respeto por las personas y grupos que desean ser escuchados e identificados por su contribución a la investigación se puede demostrar a través de las citas adecuadas, agradecimientos, coautoría, o el otorgamiento de derechos de propiedad intelectual.
Por definición, la IAP es siempre un paso hacia lo desconocido, el surgimiento de nuevos interrogantes y la creación de nuevos riesgos a largo plazo. Dadas su propiedades emergentes y la sensibilidad con el contexto social y las necesidades, la IAP no puede limitar las discusiones y decisiones acerca de la ética en la fase de diseño y propuesta. Las normas de conducta ética y sus implicaciones pueden tener que ser revisadas a medida que el proyecto se desarrolla (Chevalier y Buckles, 2013, cap. 8).

## Retos
La IAP ofrece una larga historia de la experimentación con investigación basada en la evidencia y en las personas, una alternativa innovadora para integrar la ciencia positiva. Al igual que con el positivismo, el enfoque crea muchos desafíos (Phillips y Kristiansen, 2012), así como debates sobre lo que se considera como participación, acción e investigación. Las diferencias en los compromisos teóricos (Lewinian, Habermas, Freire, psicoanalítica, feminista, etc) e inclinaciones metodológicas (cuantitativa, cualitativa o mixta), son numerosas y profundas (véase Chevalier y Buckles, 2013; Gergen, 2009; Greenwood y Levin, 1998; Heikkinen et al, 2001;. Johannessen, 1996; Masters, 1995; Nielsen y Svensson, 2006; Shotter, 2012). Esto no es necesariamente un problema, dado el sistema de valores plural integrado en la IAP. Otras maneras de responder mejor a las preguntas relativas a la relación de igualdad con la ciencia y la historia social son, sin embargo, la clave de su futuro.
Una de las preguntas críticas está relacionada con la orientación de la resolución de problemas de investigación dedicada (el de medios y fines racionales) foco de la mayoría de los experimentos PAR, ya que afectan al rendimiento de la organización o los medios de vida materiales, por ejemplo. Bajo el punto de vista clínico de la psicosociología francesa, una orientación pragmática a la investigación deja de lado las formas de comprensión y conciencia que no son estrictamente instrumental y racional (Michelot, 2008). La IAP debe prestar la misma atención a las interconexiones de la autoconciencia, el inconsciente y la vida en sociedad.
Otro tema, más ampliamente debatido, es la escala: la forma de abordar los sistemas de base amplia de poder y las preguntas de complejidad, sobre todo las de otro desarrollo en una escala global (Burns, 2007; Chevalier y Buckles, 2013, Mead, 2008; Werner y Totterdill, 2004)? ¿Cómo puede la IAP desarrollar una macro-orientación al diálogo democrático (Gustavsen, 1985) y frente a los desafíos del siglo XXI, al unirse a los movimientos para apoyar la justicia y la solidaridad en las escalas local y global? Al mantener las cosas estrechamente ligadas a la dinámica de grupo local, la IAP corre el riesgo de sustituir la participación a pequeña escala por la democracia real y no el desarrollo de estrategias para la transformación social en todos los niveles (Bebbington, 2004; Hickey y Mohan, 2005). Dadas sus implicaciones políticas (Chambers, 1983), la investigación-acción basada en la comunidad y su "ethos" por consenso se conocen por ser presa de los actores poderosos y servir como caballos de Troya para traer los procesos de reestructuración globales y ambientales directamente a las condiciones locales, por encima de los mediadores institucionales legítimos y ocultar intereses divergentes y el ejercicio del poder durante el proceso. La cooptación puede conducir a resultados altamente manipulados (Brown, 2004; Cooke y Kothari, 2001; Cornwall, 2004; Rocheleau, 1994; Rahman, 1998; Triulzi, 2001). Contra esta crítica, otros argumentan que, dadas las circunstancias adecuadas, es posible construir acuerdos institucionales para el aprendizaje y la acción conjunta a través de las fronteras regionales y nacionales que pueden tener repercusiones en la acción ciudadana, las políticas nacionales y los discursos globales (Gaventa y Tandon, 2010; Brown y Gaventa, 2010).
El papel de la ciencia y la erudición en el IAP es otro punto de diferencia (Stoecker, 1999). En la tradición lewiniana, "no hay nada tan práctico como una buena teoría" (Lewin, 1951, p 169;. Ver Gustavsen, 2008). En consecuencia, la lógica de desarrollo de la teoría científica, la formación y las pruebas de hipótesis, la recopilación de datos medibles y la interpretación de los resultados juega un papel central. Aunque más orientado clínicamente, la psicosociología en Francia también hace hincapié en el papel distintivo de la investigación formal y el trabajo académico, más allá de la resolución de problemas en contextos específicos (Dubost, 1987, pp 90-101). Muchos practicantes PAR críticos de la ciencia convencional y su énfasis en los datos cuantitativos también señalan que la investigación sobre la base de Métodos cualitativos pueden ser teóricamente informado y riguroso en su propia manera (McNiff y Whitehead, 2009). En otras tradiciones, sin embargo, PAR mantiene gran distancia tanto a nivel académico y de la ciencia social. Dado su énfasis en el pluralismo y el conocimiento de estar, muchos profesionales de la investigación de base son críticos de la gran teoría y métodos avanzados de investigación en colaboración, hasta el punto de abandonar la palabra "investigación" por completo, como en participación aprendizaje en acción. Otros comparan la investigación de cualquier participación en la práctica reflexiva destinado a evaluar los problemas y evaluar los resultados del proyecto o programa en contra de las expectativas del grupo. Como resultado, los métodos de investigación tienden a ser suave y la teoría permanece ausente o subdesarrollados. Esfuerzos prácticos y teóricos para superar esta ambivalencia hacia la actividad académica, sin embargo, están surgiendo (Chevalier y Buckles, 2013; Reason y Bradbury, 2008).